# Городище (Белоцерковский район)
Городи́ще (укр. Городище) — село, входит в Белоцерковский район Киевской области Украины.
Население по переписи 2001 года составляло 191 человек.
Основано в XVI веке. При Екатерине II Запорожская Сечь была разогнана, часть казаков поселилась на берегах реки Рось возле Белой Церкви. Село связано с Константином Георгиевичем Паустовским - здесь в собственной усадьбе жил его дед Максим Григорьевич, умер отец Георгий Максимович, жили и похоронены братья и сестры отца. Прадед писателя Григорий Паустовский-Сагайдачный поселился в Городище в 1775 году.
Хорошие плодородные земли были к этому времени разобраны первыми поселенцами Пилипче и Городище. Поэтому Григорий Паустовский-Сагайдачный поселился на участке, расположенном на небольшом лугу на берегу реки напротив острова Лесок. Местность была очень живописная, и сейчас те, кто впервые видят, называют ее «Маленькой Швейцарией».
Поскольку предки Паустовского были выходцами из знатной казацкой семьи гетмана Сагайдачного, Григорий сумел выхлопотать у царского правительства звание поместного дворянина.
Дворяне Паустовские всю жизнь опасались за целостность своего поместья, поскольку его в любой день мог проглотить всемогущий граф Браницкий, один из самых богатых магнатов в стране и полновластный хозяин Киевской губернии.
Река Рось со всеми берегами считалась священной собственностью графа. Григорию Паустовскому-Сагайдачному пришлось пойти даже на такой шаг, как принятие католичества. Константин Паустовский писал: «Наши деды и прадеды пахали землю и были обычными терпеливыми земледельцами, хотя считались потомками запорожских казаков».
Левада и все имение перешли впоследствии к Максиму Григорьевича Паустовского. Последний владелец имения - Илья Максимович Паустовский, дядя писателя. В селе последнего владельца называли Илляшко, а место, где стояла усадьба, называют еще «Илляшкова Левада».
Охранная грамота и другие документы после смерти Ильи перешли к его сыну Константина Ильича и были утеряны во время войны 1941-1945 гг. Существование этих документов подтверждает сам Константин Георгиевич, а в 1920 году о них рассказывал старейший житель Пилипче сельский общественный писарь Гервасий Маркович Белецкий. Его рассказ был записан учителем местной школы и сохранился.
Сама усадьба была уничтожена в 1930-х годах во время коллективизации. На месте усадьбы школьники и педагоги высадили деревья, придав ей первоначальный вид. Было восстановлено и «колодец Паустовских». Вода из колодца славится своей чрезвычайно чистой и целебной водой. Сюда за водой приезжает множество людей. Также на месте усадьбы растут ивы, посаженные сыном писателя Вадимом.
В селе и теперь живут близкие родственники Константина Паустовского, на 2002 год проживало 11 потомков по деду Максиму Григорьевичу [2]. Сам писатель много времени провел здесь в детстве, потом посещал село, раз в 1954 году. Детские впечатления от пребывания в Городище описаны в повести «Далекие годы». Он писал: «Городище и Черкассы - это праздники, а гимназия - будни».

## Местный совет
09153, Киевская обл., Белоцерковский р-н, с. Пилипча, ул. Ленина, 5

## Известные жители и уроженцы
- Якушкина, Лидия Ивановна (1924—?) — Герой Социалистического Труда.